# 대한민국의 국가정보원 기획조정실장
국가정보원 기획조정실장(國家情報院 企劃調停室長)은 대한민국 국가정보원 소속 직위로 기획조정실장은 차관급 상당의 정무직공무원으로 보한다.(2021년 개정 전에는 별정직 공무원이었다.) 간혹 차관보급 또는 관리관급으로 보할 때도 있었다. 원장 및 차장 3인과 함께 언론에 공개할 수 있는 직위 중 하나이다. 창설 초기의 기획조정관 때부터 겸직 금지 규정이 있었으나 중앙정보부와 국가안전기획부의 기조실장 중에는 종종 운영차장보 직을 겸직하기도 했다.
중앙정보부와 안기부, 국정원의 기획조정실은 기획과 부서별 조정, 예산 등을 담당한다. 또한 인사를 담당하는 총무국을 예하에 두기도 한다. 제4공화국과 제5공화국 당시의 중앙정보부 기획조정실장과 국가안전기획부 기획조정실장은 차관급이었다. 기획조정관실, 기획조정실, 분석연구실, 정책연구실 등 다양한 부서로 운영되다가 기획조정실로 통합되었다. 중앙정보부 창립 초기에는 기획통제관, 기획조정관 등으로 여러번 명칭이 변경되다가 1964년 무렵 기획조정실장으로 정착되었다. 1993년 6월 기획조정국장으로 개편되었다가 다시 1997년 기획조정실장으로 변경되었다.

## 법적 근거

### 국가정보원법
- [시행 2024. 1. 1.] [법률 제17646호, 2020. 12. 15., 전부개정]
  - 제7조(직원) ① 국정원에 원장ㆍ차장 및 기획조정실장과 그 밖에 필요한 직원을 둔다. 다만, 그 직무 수행상 필요한 경우에는 차장을 2명 이상 둘 수 있다. ② 직원의 정원은 예산의 범위에서 대통령의 승인을 받아 원장이 정한다.
  - 제8조(조직 등의 비공개) 국정원의 조직ㆍ소재지 및 정원은 국가안전보장을 위하여 필요한 경우에는 그 내용을 공개하지 아니할 수 있다.
  - 제9조(원장ㆍ차장ㆍ기획조정실장) ① 원장은 국회의 인사청문을 거쳐 대통령이 임명하며, 차장 및 기획조정실장은 원장의 제청으로 대통령이 임명한다.  ② 원장은 정무직으로 하며, 국정원의 업무를 총괄하고 소속 직원을 지휘ㆍ감독한다.  ③ 차장과 기획조정실장은 정무직으로 하고 원장을 보좌하며, 원장이 부득이한 사유로 직무를 수행할 수 없을 때에는 그 직무를 대행한다.  ④ 원장ㆍ차장 및 기획조정실장 외의 직원 인사에 관한 사항은 따로 법률로 정한다.
  - 제10조(겸직 금지) 원장ㆍ차장 및 기획조정실장은 다른 직(職)을 겸할 수 없다.

## 역대 실장

### 중앙정보부 기획조정관
- 이후락(李厚洛), 1961년 5월 20일~1961년 7월 3일, 군사영어학교, 국가재건최고회의 공보실장&군사정부 대변인&대통령비서실 실장&중앙정보부장&국회의원
- 송석린(宋錫麟), 1961년 7월 3일~1963년 2월 21일

### 중앙정보부 관리실장
- 정지원(鄭智元), 1962년~1963년 3월 22일

### 중앙정보부 정책연구실장
- 최영두, 1962년~1963년 3월 22일

### 중앙정보부 기획통제관
- 김경옥(金景沃[3]) 1963년 2월 22일~1963년 12월, 육사 5기, 개성방첩대 파견중대장&육군준장&국가재건최고회의 재경위원회 보좌관

- 이인호 <<1978~1980>>

### 중앙정보부 기획조정관
- 전진(全震) 1963년 12월~1964년
- 강신탁(姜信卓), ?~?
- 이상익(李相翊), ?~1965년, 주일대사관 참사관으로 전임

### 중앙정보부 기획조정실장
- 강창성(姜昌成)[4], 1965년~1968년 4월, 20사단참모장&5사단장&중앙정보부 차장보&보안사령관
- 김성락(金成洛) 1970년~1970년 9월, 중앙정보부 판단기획실장
- 강창성(姜昌成), 1970년 9월[5]~1971년 8월, 당시 현역육군중장, 보안차장보 겸임[6], 육군정보참모부 차장&보안사령관
- 이상열(李相烈)[7], 1971년 8월~1973년, 육사 7기, 예비역 육군소장, 겸임 운영차장보
- 고일섭(육사8기) 1973년~?
- ?, ?~1974년
- 양두원(梁斗源), 1974년~1974년 9월, 중앙정보부 제2차장보로 전임
- 김영수(金永洙), 1974년 9월~1978년, 중앙정보부기획조정실장겸 운영차장보, 무임소장관 보좌관
- 김이환(金利煥), 1978년~1980년,
- 현홍주, ?~1980년, 중앙정보부 기획조정국장
- 김성진(金聖鎭), 1980년 4월~1980년 6월,
- 김용갑(金容甲), 1980년 6월~1980년 8월, 육사 17기, 국가안전기획부 감찰실장&대통령 민정수석비서관&총무처 장관&국회의원
- 김성진(金聖鎭)[8] 1980년 8월~1980년 9월 6일, 중앙정보부 차장
- 이종찬(李鍾贊), 1980년 9월~1980년 10월 31일, 중앙정보부 차장보 겸임
- 김용갑(金容甲), 1980년 12월~1981년 1월 1일, 육사 17기, 대통령 민정수석비서관&총무처 장관&국회의원

### 국가안전기획부 기획조정실장
- 김용갑(金容甲)[9], 1981년 1월 1일~1985년 2월 19일, 육사 17기, 국가안전기획부 감찰실장&대통령 민정수석비서관&총무처 장관&국회의원
- 윤옥영(尹沃榮), 1985년 2월 23일~1990년 3월 20일, 서울대 대학원, 해군사관학교 교수부장&해군 정훈감&소장 예편&한국과학기술대학 학장&수산청장
- 공동, 엄삼탁(嚴三鐸), 1989년 3월[10]~1990년 3월 19일[11], ROTC 3기, 안기부 1차장보&대통령 국방담당보좌관&안기부장 비서실장&병무청장&국민생활체육협의회 회장
- 엄삼탁(嚴三鐸), 1990년 3월 20일~1993년 2월 24일, 안기부 1차장보 겸임&대통령 국방담당보좌관&안기부장 비서실장&병무청장&국민생활체육협의회 회장
- 김현철(金賢哲), 1993년 2월 24일~1993년 3월 5일
- 김기섭(金己燮)[8][12], 1993년 3월 5일~1997년 3월 1일, 신라호텔 상무&삼성전관 전무&대통령후보자 의전특보&안기부 운영차장

### 국가안전기획부 분석연구실장
- 강재섭(姜在涉), 1985년 2월 19일~1987년 6월, 법무연수원연구관

### 국가안전기획부 정책연구실장
- 강재섭(姜在涉) 1987년 6월~1988년 4월 24일, 민정당 국회의원

### 국가안전기획부 기획조정국장
- 신정용(辛正容), 1993년 6월 23일~1997년 3월 7일, 서울대 문리대, 안기부 21세기 발전기획단장&안기부 기획관리실장에서 승진&안기부 기획조정실장

### 국가안전기획부 기획조정실장
- 신정용(辛正容), 1997년 3월 8일~1998년 3월 9일, 서울대 문리대, 안기부 21세기 발전기획단장&안기부 기획관리실장&안기부 기획조정국장
- 이강래(李康來), 1998년 3월 10일~1998년 5월 19일, 새정치국민회의 총재특보
- 문희상(文喜相), 1998년 5월 19일~1999년 1월, 청와대 정책·경제수석, 국정자문회의 의장

### 국가정보원 기획조정실장
- 문희상(文喜相), 1999년 1월~ 1999년 6월 4일, 청와대 정책·경제수석, 국정자문회의 의장
- 최규백(崔奎伯), 1999년 6월 5일~ 2001년 4월 8일, 국정원 대공정책실장
- 장종수(張悰洙), 2001년 4월 9일~ , 연세대 법대, 국정원 부산시지부장
- 서리, 서동만(徐東晩) 2003년 4월 24일~2003년 4월 29일, 서울대 정치학과, 대통령직 인수위원회 인수위원&국가정보원장 특별보좌역&상지대 조교수, 부교수
- 서동만(徐東晩), 2003년 4월 30일~2004년 2월 10일[13], 서울대 정치학과, 대통령직 인수위원회 인수위원&국가정보원장 특별보좌역&상지대 조교수, 부교수
- 김만복(金萬福), 2004년 2월 10일~2006년 4월 24일, 서울대 법대, 국가정보원 해외파견관&국가정보원 단장&국가안전보장회의(NSC) 사무처 정보관리실장&국정원 제1차장&원장, 최초의 공채 출신 국정원장
- 안광복(安光復), 2006년 4월 24일~2006년 11월 24일, 연세대 행정학과, 행정고시 출신
- 안광복(安光復), 2006년 11월 24일~2008년 3월 9일, 연세대 행정학과, 행정고시 출신
- 김주성, 2008년 3월 10일~2009년 2월 26일, 코오롱상사 부회장&세종문화회관 사장
- 김주성, 2009년 2월 27일~2010년 9월 5일, 코오롱상사 부회장&세종문화회관 사장
- 목영만, 2010년 9월 6일~2013년 4월 14일, 고려대 행정학과, 서울특별시청 환경국장·상하수도국장·한강사업본부장&행정안전부 차관보
- 이헌수, 2013년 4월 15일~2017년, 연세대 행정학과, 국정원 기획예산담당관&국정원 강원도지부장&앨스앤스톤 대표이사
- 신현수, 2017년 6월 27일~2018년 8월 30일,
- 이석수, 2018년 8월 31일~2020년 8월 3일, 법률사무소 이백 변호사&특별감찰관&법무법인 승재 대표변호사&전주지방검찰청 차장검사
- 박선원(朴善源), 2020년 8월 4일~2021년 11월 26일, 국가정보원 국가정보원장 외교안보특별보좌관&주상하이대한민국 총영사관 총영사&미국 워싱턴 브루킹스연구소 초빙연구원&대통령비서실 통일외교안보전략비서관
- 노은채, 2021년 11월 26일~2022년 6월 2일, 국가정보원 국가정보원장 외교안보특별보좌관&비서실장&북한부서  국장
- 조상준, 2022년 6월 3일~2022년 10월 26일, 서울고등검찰청 차장검사&대검찰청 형사부장&부산지방검찰청 제2차장검사&방위사업청 방위사업감독관&서울고등검찰청 검사
- 김남우 2022년 10월 28일~2025년 6월 3일, 김&장 법률사무소 변호사&서울동부지방검찰청 차장검사&대구지방검찰청 제2차장검사&서울중앙지방검찰청 형사1부 부장검사&대검찰청 정책기획과 과장
- 김희수 2025년 6월 29일~, 경기도청 감사관, 경찰청 경찰개혁위원회 수사개혁분과 위원, 법무법인 리우 파트너변호사

## 사건·사고 및 논란

### 총무국장과의 갈등설
2003년 3월 11일 당시 국가정보원 ㅈ기획조정실장과 ㄱ총무국장이 점심 식사를 위해 서울특별시 서초구 내곡동 소재의 국가정보원 청사를 같이 빠져나갔는데 웬일인지 ㄱ총무국장이 벌겋게 술에 취해 들어왔다고 한다. 그런데 전라북도 출신의 총무국장과 강원도 고성군 출신의 기획조정실장 간의 갈등 끝에 총무국장이 기획조정실장의 출입을 막는 사태가 벌어졌다.
ㄱ국장은 대뜸 청사 경비를 책임지고 있던 ㄱ방호과장에게 “기획조정실장 절대 들여보내지 마라. 출입 통제하라”고 말한 뒤 차를 타고 사무실로 곧장 들어가버렸다. 총무국장은 국가정보원 안살림을 책임지는 기획조정실장의 바로 아래 직급인데, ㅈ기획조정실장은 강원도 고성 출신, ㄱ총무국장은 전라북도 출신으로 알려져 있다. 한참 뒤 저녁이 다 되어 술이 깬 총무국장은 다시 방호과장에게 기획조정실장이 돌아왔는지 여부를 물었다고 한다. 사정을 알아 보니 사태를 전해 들은 기획조정실장이 방호과장 눈을 피해 기획조정실장 차량이 아닌 다른 차량을 타고 청사로 들어왔다고 한다. 고위 간부들이 근무시간 중에 음주를 하고 서로 암투를 벌인 것은 순식간에 외부로 유출되어 화제꺼리가 되었다. 이같은 소문은 국가정보원 직원들 사이에도 퍼져나가 공공연한 비밀이 되었다고 한다.

### 원장 및 제2차장과 갈등설
2008년 9월 6일 한겨레에 따르면 이명박 대통령이 김주성 기획조정실장을 통해 국가정보원에 대한 친정체제를 강화하면서 김성호 국가정보원장, 김회선 제2차장(국내 담당)과 ‘이상득 사람’으로 분류되는 김주성(61) 기획조정실장 사이에 불화 또는 갈등설이 새어나오고 있다.
국가정보원 내부 인사들의 말을 종합해 보면, 김 실장은 김 원장의 판공비 집행 내역을 놓고 불화를 빚고 있다고 한다. 김 실장이 집행 내역을 파고들자 김 원장이 이를 월권으로 받아들이고 있다는 것이다. 2008년 3월 초 김 실장이 임명된 뒤 코오롱그룹 근무 시절의 비위사실을 내사한다는 보도가 나온 것도 두 사람 사이를 멀어지게 만든 요인으로 꼽힌다.
김 실장은 또 3월 초 공석이 된 강원지부장 자리를 놓고는 김회선 제2차장과도 ‘한판’을 벌인 것으로 알려졌다. 업무 계선상 지휘권자인 제2차장이 한 사람을 천거했는데, 김 실장은 김 실장대로 후보자를 찍었고, 이 때문에 김 차장은 물론 김성호 원장도 불쾌해했다는 것이다. 이 자리에는 결국 원장 비서실장 출신 인사가 임명됐다.
국가정보원 내부 인사는 “원장과 기조실장 불화 얘기가 끊임없이 나오고 있다”며 “강원지부장 건처럼 인사는 물론 예산 편성과 집행에 칼자루를 쥔 기획조정실장의 권한도 막강해, 원장을 우습게 알기 시작하면 사사건건 부닥칠 수밖에 없을 것”이라고 말했다.
2008년 9월 4일 단행된 1급 이상 고위직 인사를 놓고도 잡음이 끊이지 않고 있다. 이상득-김주성 라인이 인사 전횡을 하는 바람에 티케이(대구·경북) 인사들이 득세했다는 주장이 나오고 있는 것이다. “올라갈 만한 사람이 올라갔고, 책임질 만한 사람이 물러난 것”(국가정보원 내부 인사)이라는 인사평도 나오지만, 참여정부에서 ‘잘나가던’ 피케이(부산·경남) 출신 인사들이 주요 보직에서 밀려났다는 얘기가 나온다. 이에 대해 또다른 국가정보원 간부는 “지역 편중 인사는 어제오늘 얘기가 아니고, 이번 인사를 통해 서서히 티케이로 (중심이) 옮겨가는 조짐이 나타난 건 사실”이라고 말했다.

## 겸직한 기조실장

### 운영차장보를 겸한 기조실장
- 이상익
- 강창성, 1965년~1968년
- 이상열
- 김영수
- 이종찬

### 운영차장을 겸한 기조실장
- 김기섭
- 서동만

### 차장보를 겸한 기조실장
- 강창성 1970년~1971년, 보안차장보 겸임
- 엄삼탁(嚴三鐸), 1989년~1990년, 차장보 겸임

## 같이 보기
- 대한민국 국가정보원장
- 대한민국 국가정보원 차장
- 시국정화단
- 중앙정보부
- 국가안전기획부
- 국가정보원